# Kudzu

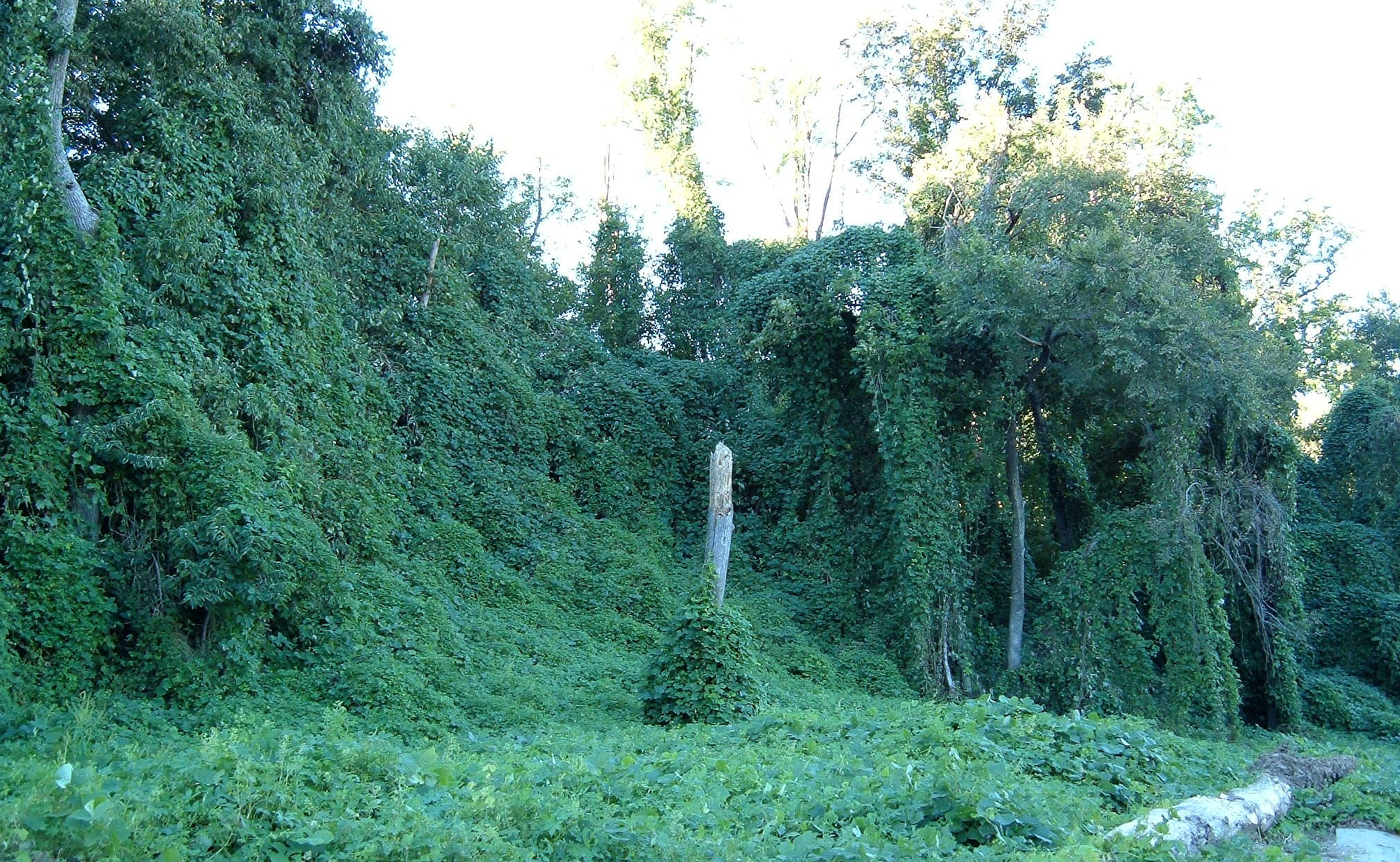
Kudzu asfixiando árboles en Atlanta, Georgia, Estados Unidos.

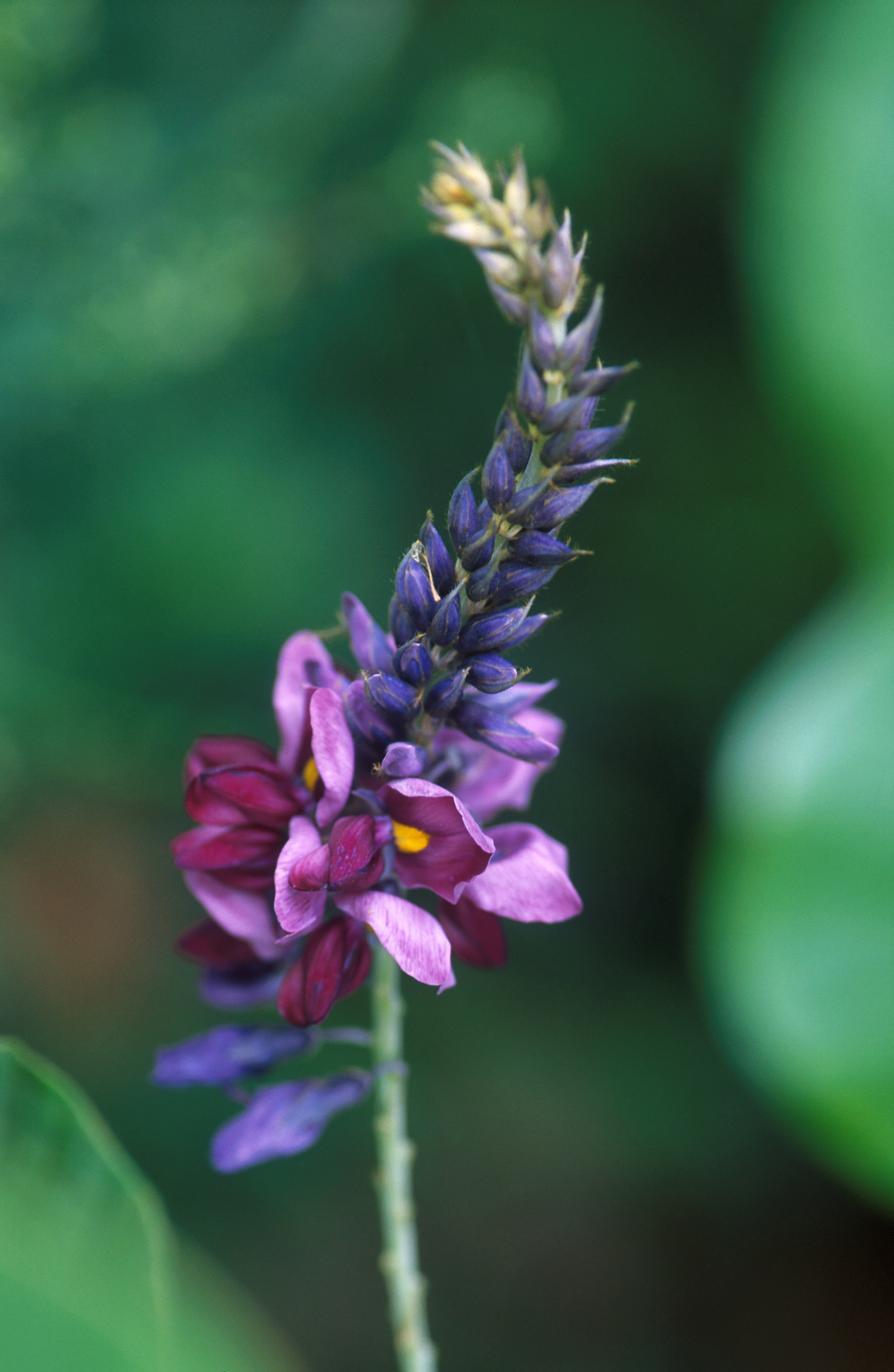
Flores de Pueraria montana

Kudzu (  /ˈkʊdzuː/ ; también llamado arrurruz japonés o arrurruz chino) es el nombre por el que se conoce a un grupo de plantas rastreras, enredaderas y trepadoras perennes nativas de gran parte de Asia Oriental, el Sudeste de Asia, y algunas islas del Pacífico,  pero invasoras en muchas partes del mundo, principalmente América del Norte. La vid trepa densamente sobre otras plantas y árboles y crece tan rápidamente que los asfixia y los mata bloqueando fuertemente la luz del sol. Las plantas colectivamente conocidas como kudzu pertenecen al género Pueraria, en la familia Fabaceae, subfamilia Faboideae. El nombre se deriva del nombre japonés de la planta arrurruz de Asia oriental (Pueraria montana var. Lobata ), クズ o 葛 (kuzu). Cuando estas plantas están naturalizadas, pueden ser invasoras y se consideran malezas nocivas. La planta es comestible, pero a menudo se rocía con herbicidas.

## Taxonomía y nomenclatura

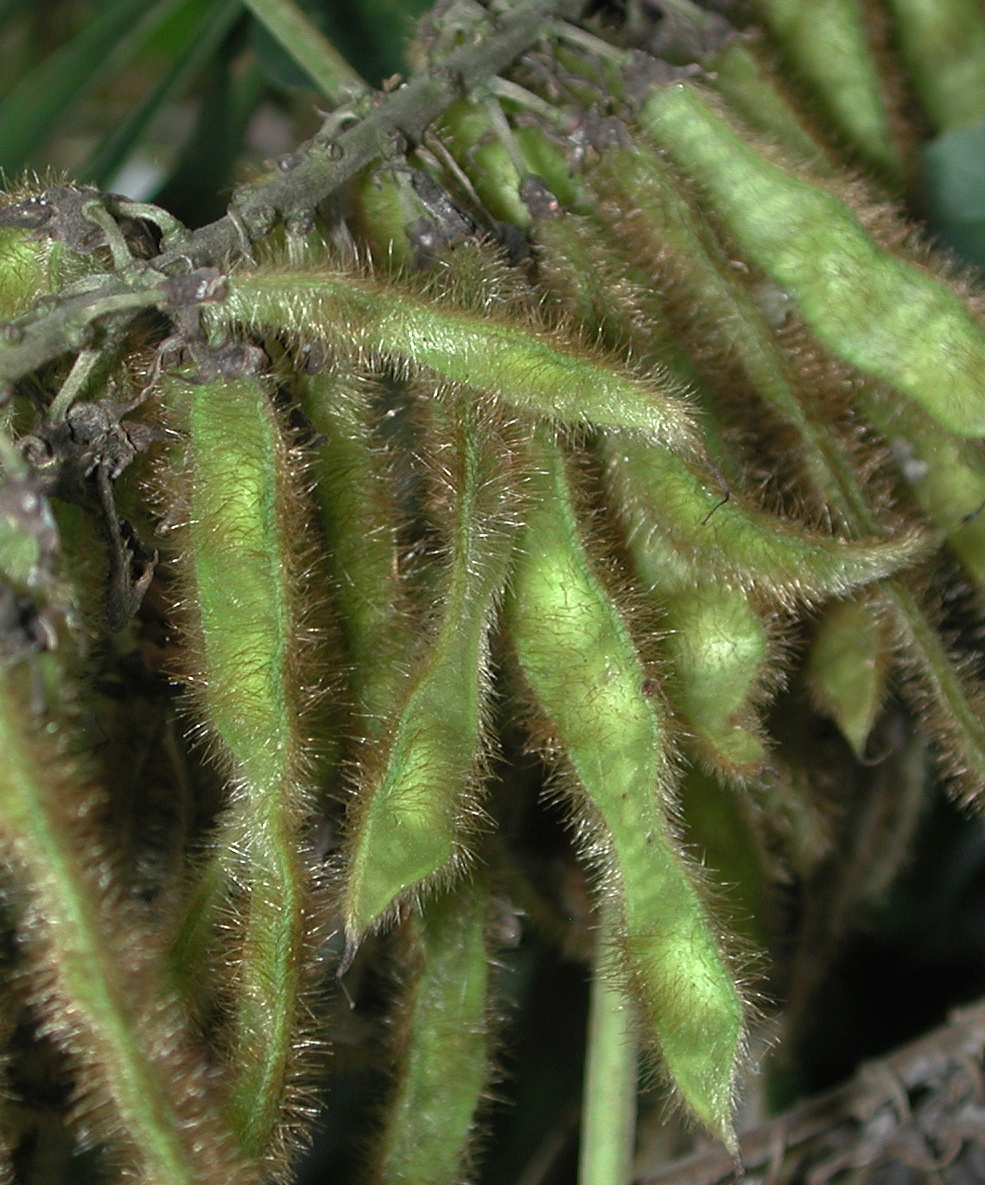
Vainas de kudzu

El nombre kudzu describe una o más especies del género Pueraria que están estrechamente relacionadas, y algunas de ellas se consideran variedades en lugar de especies completas. Las diferencias morfológicas entre ellas son sutiles; pueden reproducirse entre sí, y las poblaciones de kudzu introducidas en los Estados Unidos aparentemente tienen ascendencia de más de una de las especies. Son:
- P. montana
- P. edulis
- P. phaseoloides
- P. tuberosa

## Usos

### Mejora y preservación del suelo
El kudzu se ha utilizado como una forma de control de la erosión y para mejorar el suelo. Como leguminosa, aumenta el nitrógeno en el suelo mediante una relación simbiótica con las bacterias fijadoras de nitrógeno. Sus profundas raíces también transfieren minerales valiosos del subsuelo a la capa superior del suelo, mejorando así la capa superficial del suelo. En la sección deforestada de la cuenca central del Amazonas en Brasil, se ha utilizado para mejorar el espacio poroso del suelo en latosoles arcillosos, liberando así aún más agua para las plantas que en el suelo antes de la deforestación.

### Alimentación animal
El kudzu se puede utilizar en el pastoreo de animales, ya que es de alta calidad como forraje y es apetecible para el ganado. Se puede pastar hasta las heladas e incluso un poco después. El kudzu se había utilizado en el sur de los Estados Unidos específicamente para alimentar cabras en tierras que tenían recursos limitados. El heno de kudzu generalmente tiene un contenido de proteína cruda del 22-23% y más del 60% del valor total de nutrientes digestibles. La calidad de las hojas disminuye a medida que aumenta el contenido de vid en relación con el contenido de hojas. El kudzu también tiene bajos rendimientos de forraje a pesar de su tasa de crecimiento, produciendo alrededor de dos a cuatro toneladas de materia seca por acre anualmente. También es difícil de empacar debido a su crecimiento como enredaderas y su lentitud en el vertido de agua. Esto hace que sea necesario colocar el heno de kudzu bajo protección después de embalarlo. El kudzu fresco es consumido fácilmente por todo tipo de animales en pastoreo, pero el pastoreo frecuente durante tres o cuatro años puede arruinar incluso los rodales establecidos. Por lo tanto, el kudzu solo sirve como cultivo de pastoreo de manera temporal.

### Cestería
La fibra de kudzu se ha utilizado durante mucho tiempo para el arte de la fibra y la cestería. Los largos corredores que propagan los campos de kudzu y las enredaderas más grandes que cubren los árboles son un excelente material para tejer. Algunos cesteros utilizan el material verde; otros lo usan después de partirlo por la mitad, dejar que se seque y luego rehidratarlo con agua caliente. Tanto los artistas de cestería tradicionales como los contemporáneos usan kudzu.

### Fitoquímicos y usos

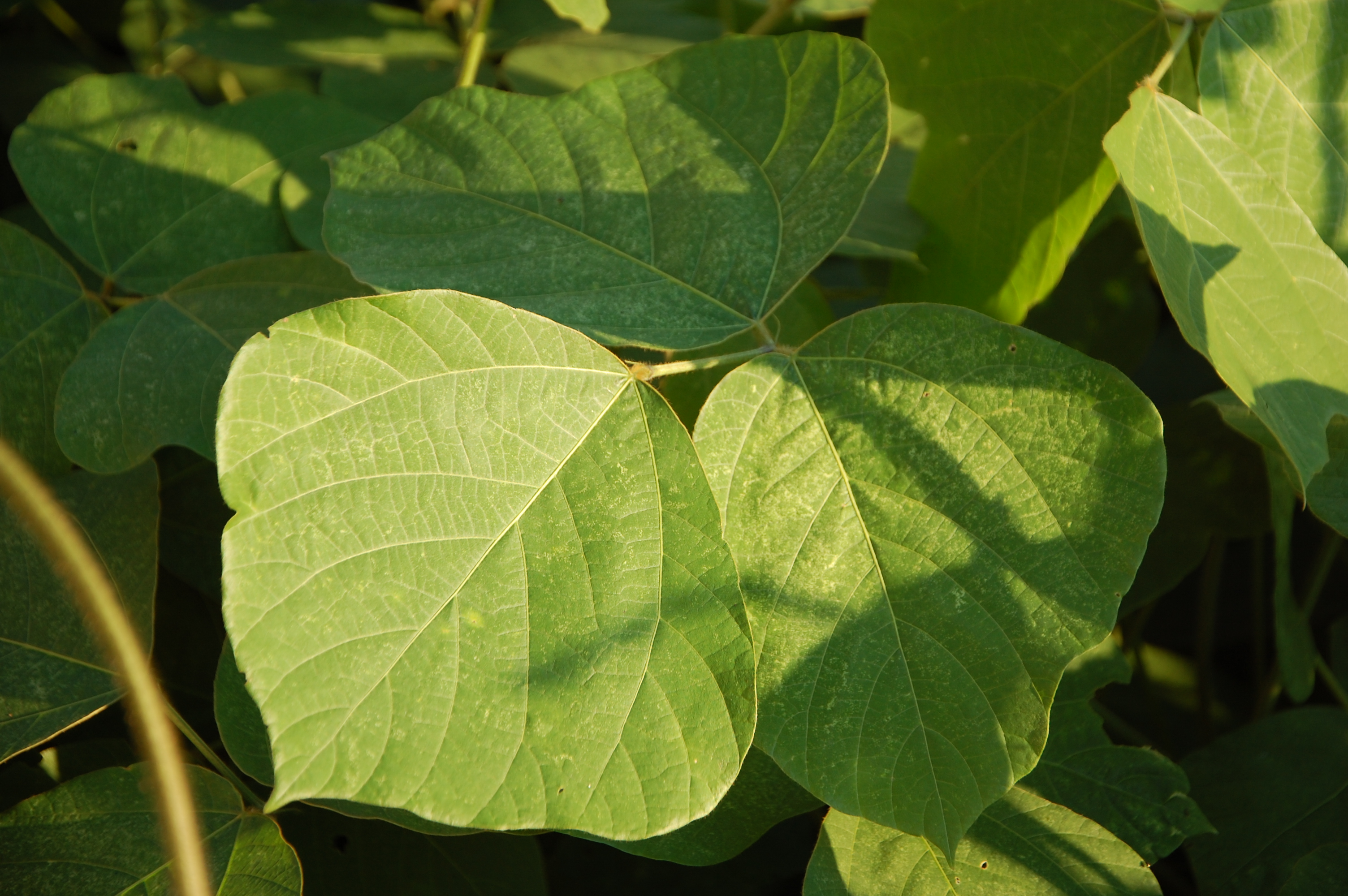
Hojas de kudzu cerca de Canton, Georgia

El kudzu contiene isoflavonas, incluyendo puerarina (alrededor del 60% de las isoflavonas totales), daidzeína, daidzina (estructuralmente relacionado con genisteína), mirificina, y ácido salvianólico, entre numerosos otros identificados. En la medicina tradicional china, donde se le conoce como gé gēn (gegen), el kudzu se considera una de las 50 hierbas fundamentales que se cree que tienen efectos terapéuticos, aunque no hay investigaciones clínicas de alta calidad que indiquen que tiene alguna actividad o uso terapéutico en humanos. Pueden ocurrir efectos adversos si personas con cáncer sensible a las hormonas o personas que toman tamoxifeno, medicamentos antidiabéticos o metotrexato toman kudzu.

### Comida

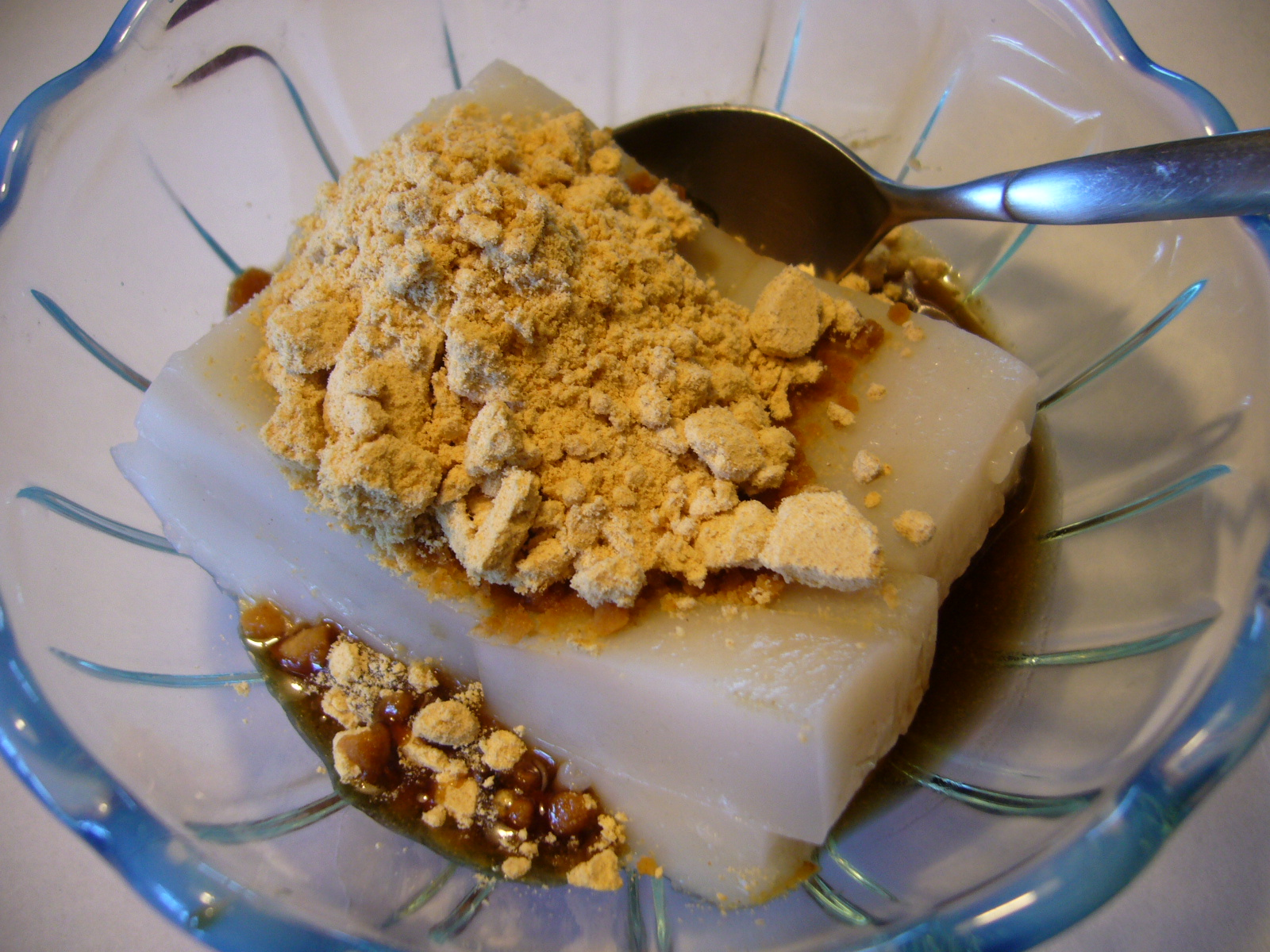
Kuzumochi (葛 餅), pastel de almidón de kudzu al estilo japonés (Katori, Japón)

Las raíces contienen almidón, que se ha utilizado tradicionalmente como ingrediente alimentario en el este y el sudeste asiático. En Vietnam, el almidón, llamado bột sắn dây, se condimenta con aceite de pomelo y luego se usa como bebida en el verano. En Japón, la planta se conoce como kuzu y el almidón se llama kuzuko. Kuzuko se usa en platos que incluyen kuzumochi, mizu manjū y kuzuyu. También sirve como espesante para salsas y puede sustituir a la maicena.
Las flores se utilizan para hacer una jalea que tiene un sabor similar a la jalea de uva. Las raíces, flores y hojas de kudzu muestran una actividad antioxidante que sugiere usos alimentarios. Las colonias de abejas cercanas pueden alimentarse de néctar de kudzu durante las sequías como último recurso, produciendo una miel roja o púrpura de baja viscosidad que sabe a gelatina de uva o goma de mascar.

### Medicina herbolaria
El kudzu también se ha utilizado durante siglos en el este de Asia para hacer tinturas y tés de hierbas. El polvo de kudzu se usa en Japón para hacer un té de hierbas llamado kuzuyu. Kakkonto es una bebida herbal con origen en la medicina tradicional china, destinada a pacientes con un grupo de síntomas y signos que incluyen fiebre, dolor de cabeza, rigidez de cuello, falta de transpiración y, en algunos casos, diarrea. Está hecho de una mezcla que contiene el ingrediente principal, raíces de kudzu secas y rodajas de jengibre fresco, ramitas de canela, peonía china, regaliz, azufaifa y efedra. Juntas, estas plantas se utilizan para crear una bebida que contiene puerarina, daidzeína, paenoflorina, ácido cinámico, glicirricina, efedrina y gingerol.

### Otros usos
La fibra de kudzu, conocida como ko-hemp, se utiliza tradicionalmente para hacer ropa y papel, y también se ha investigado para su uso a escala industrial.
Puede convertirse en un activo valioso para la producción de etanol celulósico. En el sur de los Estados Unidos, el kudzu se usa para hacer jabones, lociones y compost.

## Especies invasivas

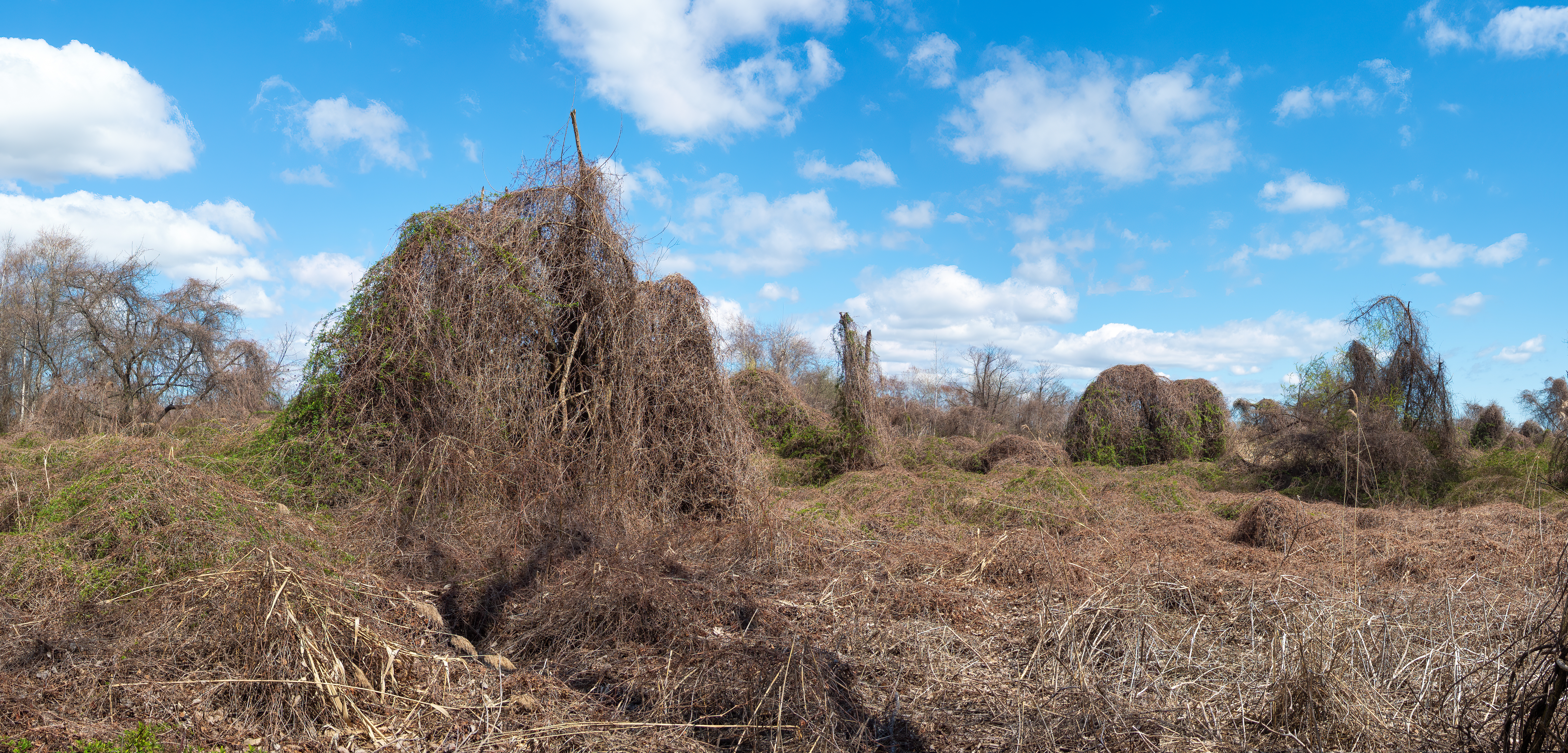
Una gran zona boscosa asfixiada por kudzu

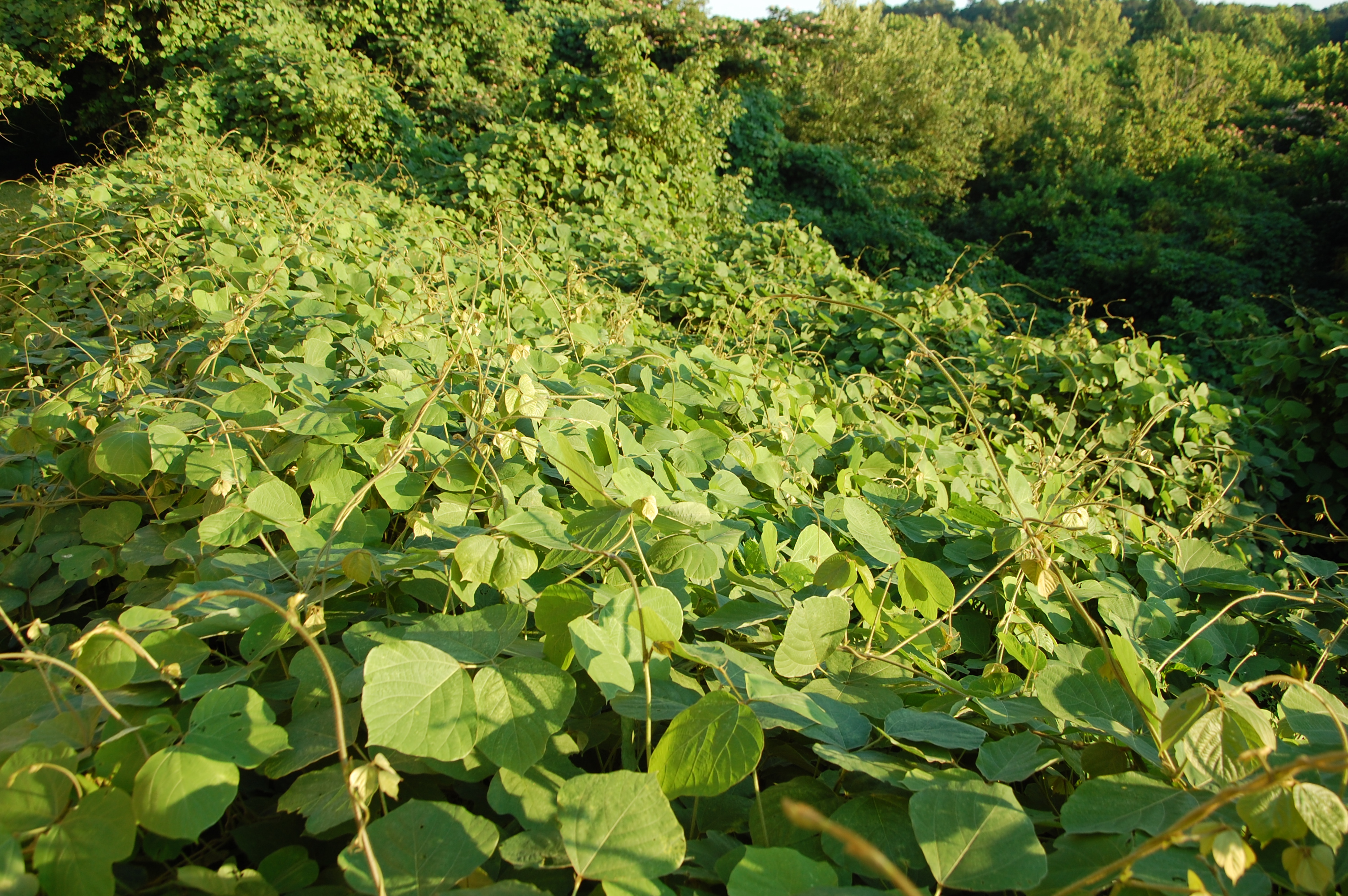
Plantas de Kudzu cerca de Canton, Georgia

### Daño y rol ecológico
El daño ambiental y ecológico de Kudzu resulta de su competencia con otras especies por un recurso. El kudzu compite con la flora nativa por la luz y actúa para bloquear su acceso a este recurso vital creciendo sobre ellos y sombreándolos con sus hojas. Las plantas nativas pueden morir como resultado.
Los cambios en la hojarasca asociados con la infestación de kudzu dan como resultado cambios en los procesos de descomposición y una reducción del 28% en las existencias de carbono del suelo, con posibles implicaciones para los procesos involucrados en el cambio climático.
El kudzu fue introducido desde Japón a los Estados Unidos en el pabellón japonés en la Exposición del Centenario de 1876 en Filadelfia. En las décadas de 1930 y 1940, la vid fue rebautizada como una forma de que los agricultores detuvieran la erosión del suelo. A los trabajadores se les pagaba 8 dólares por acre para sembrar la capa superficial del suelo con la vid invasora. El cultivo cubrió más de un millón de acres de kudzu. Ahora es común a lo largo de los bordes de las carreteras y otras áreas alteradas en la mayor parte del sureste de los Estados Unidos hasta las áreas rurales del condado de Pulaski, Illinois, al norte. Las estimaciones de su tasa de propagación difieren enormemente; se ha descrito como una extensión de 150 000 acres (607 km²) anualmente, aunque en 2015 el Servicio Forestal de los Estados Unidos estimó la tasa en solo 2500 acres por año.
Durante la Segunda Guerra Mundial, el kudzu fue introducido en Vanuatu y Fiji por las Fuerzas Armadas de los Estados Unidos para que sirviera como camuflaje para el equipo y se ha convertido en una importante maleza.
El kudzu también se está convirtiendo en un problema en el noreste de Australia y se ha visto en Suiza y en lugares aislados del norte de Italia (lago Mayor).
En Nueva Zelanda, el kudzu fue declarado "organismo no deseado" y se añadió al registro de Biosecurity New Zealand en 2002.

## Control

### Remoción de corona
Para un control exitoso a largo plazo del kudzu, no es necesario destruir el sistema subterráneo, que puede ser extremadamente grande y profundo. Solo se necesita matar o quitar la corona de la raíz de kudzu y todos los corredores de enraizamiento. La corona de la raíz es una protuberancia fibrosa de tejido que se asienta sobre las raíces. Las coronas se forman a partir de múltiples nudos de enredaderas que se arraigan al suelo y varían desde el tamaño de un guisante hasta el de una pelota de baloncesto. Cuanto más viejas son las coronas, más profundas tienden a encontrarse en el suelo. Los nudos y las coronas son la fuente de todas las enredaderas kudzu, y las raíces no pueden producir enredaderas. Si queda alguna porción de la corona de la raíz después del intento de remoción, la planta de kudzu puede volver a crecer.
En los Estados Unidos, la ciudad de Chattanooga, Tennessee, llevó a cabo un programa de prueba en 2010 utilizando cabras y llamas para pastar en la planta. También se han realizado esfuerzos similares para reducir el crecimiento indeseado de kudzu en las ciudades de Winston-Salem, Carolina del Norte y Tallahassee, Florida.
La quema prescrita también se utiliza en infestaciones extensas antiguas para eliminar la cubierta vegetal y promover la germinación de las semillas para su eliminación o tratamiento. Si bien el fuego no es una forma eficaz de matar el kudzu, equipo, como un cargador deslizante, puede luego quitar las coronas y así matar al kudzu con una mínima alteración del suelo.

### Herbicidas
Se puede aplicar un herbicida sistémico, por ejemplo, glifosato, triclopir, o picloram, directamente sobre los tallos cortados, que es un medio eficaz para transportar el herbicida al extenso sistema de raíces del kudzu. Los herbicidas se pueden usar después de otros métodos de control, como cortar el césped, pastar o quemar, lo que puede permitir una aplicación más fácil del químico a las plantas debilitadas. En las infestaciones forestales a gran escala, se ha demostrado que los herbicidas activos en el suelo son muy eficaces. 
Después del tratamiento herbicida inicial, suelen ser necesarios tratamientos de seguimiento y monitoreo, dependiendo de cuánto tiempo haya estado creciendo el kudzu en el área. Es posible que se necesiten hasta 10 años de supervisión después de la colocación inicial del químico para asegurarse de que la planta no regrese.

### Hongos
Desde 1998, el Departamento de Agricultura de los Estados Unidos y el Servicio de Investigación Agrícola (ARS) han experimentado con el uso del hongo Myrothecium verrucaria como herbicida de base biológica contra el kudzu. Un aerosol de diacetilverrucarol basado en M. verrucaria funciona en una variedad de condiciones (incluida la ausencia de rocío), causa un daño mínimo a muchas de las otras plantas leñosas en hábitats infestados de kudzu y surte efecto lo suficientemente rápido como para que el kudzu tratado con él en horas de la mañana comience a mostrar evidencia de daños a media tarde. Las formulaciones iniciales del herbicida produjeron niveles tóxicos de otros tricotecenos como subproductos, aunque el ARS descubrió que el cultivo de M. verrucaria en un fermentador con una dieta líquida (en lugar de sólida) limitó o eliminó el problema. 